# Sankt Matteus kyrka, Gävle
Sankt Matteus kyrka var en kyrka på Öster i Gävle.

## Historik
Kyrkan ritades av E.A. Hedin och invigdes 1881. Den hade gotiska drag med höga kopplade fönster och på entréfasaden, som avslutades med en takryttare och ett rosettfönster. Den stängdes 1964 när området revs för att ge plats för bostadshus.